# Nombre d'Ohnesorge
El nombre d'Ohnesorge (Oh) és un nombre adimensional que relaciona les forces viscoses i les forces de tensió superficial. Es defineix com:
{\displaystyle \mathrm {Oh} ={\frac {\mu }{\sqrt {\rho \sigma L}}}={\frac {\sqrt {\mathrm {We} }}{\mathrm {Re} }}\sim {\frac {\mbox{viscositat}}{\sqrt {{\mbox{inèrcia}}\cdot {\mbox{tensió superficial}}}}}}
On:
- μ és la viscositat del líquid.
- ρ és la densitat del líquid.
- σ és la tensió superficial.
- L és una longitud característica, típicament el diàmetre de la gota.
- Re és el nombre de Reynolds
- We és el nombre de Weber

El nombre va ser definit per Wolfgang von Ohnesorge en la seva tesi doctoral de 1936.

## Aplicacions
El nombre de Ohnesorge per a una gota de pluja de 3 mm de diàmetre és aproximadament 0,002. Nombres de Ohnesorge majors indiquen una major influència de la viscositat.
Habitualment s'usa en mecànica de fluids de superfícies lliures, en aplicacions tals com la dispersió de líquids en gasos.
En impressores d'injecció, aquells líquids que tinguin un nombre d'Ohnesorge inferior a 1 i superior a 0,1 seran injectables (és a dir, quan 1<Z<10 on Z és l'invers del nombre d'Ohnersorge).